# Symptom of the Universe: The Original Black Sabbath 1970–1978
Symptom of the Universe: The Original Black Sabbath 1970–1978 – album kompilacyjny brytyjskiej heavymetalowej grupy Black Sabbath.

## Lista utworów

### Dysk 1
1. „Black Sabbath”
2. „N.I.B.”
3. „The Wizard”
4. „Warning”
5. „Evil Woman”
6. „Paranoid”
7. „Iron Man”
8. „War Pigs”
9. „Fairies Wear Boots”
10. „Sweet Leaf”
11. „Children of the Grave”
12. „Into the Void”
13. „Lord of This World”

### Dysk 2
1. „After Forever”
2. „Snowblind”
3. „Laguna Sunrise”
4. „Changes”
5. „Tomorrow’s Dream”
6. „Supernaut”
7. „Sabbath Bloody Sabbath”
8. „Fluff”
9. „Sabbra Cadabra”
10. „Am I Going Insane (Radio)”
11. „Symptom of the Universe”
12. „Hole in the Sky”
13. „Rock ’n’ Roll Doctor”
14. „Dirty Women”
15. „Never Say Die”
16. „A Hard Road”